# Власовка (Брянская область)
Власовка — деревня в Карачевском районе Брянской области в составе Ревенского сельского поселения.

## География
Находится в восточной части Брянской области на расстоянии приблизительно 18 км по прямой на юг-юго-запад от районного центра города Карачев.

## История
Упоминалась с XVII века. В XVIII—XIX веках — сельцо, владение Житковых. В 1964 к деревне присоединен поселок Рёвенский. В 1866 году здесь (деревня Карачевского уезда Орловской губернии) было учтено 16 дворов, в 1928 — 43 хозяйства.

## Население
Численность населения: 167 человек (1866 год), 244 (1926), 9 человек в 2002 году (русские 100 %), 2 в 2010.